# Jean Michel Caubo
Jean Michel Caubo était un résistant d’origine néerlandaise, membre du groupe Dutch-Paris. Né le 28 avril 1891 à Maastricht, décédé le 13 février 1945, dans le camp de concentration à Dautmergen.

## Jeunesse et travail
Caubo est né le fils du garde champêtre Harrie Caubo et habitait à Schin op Geul. Ses prénoms néerlandais étaient Jan Michael. Il a rejoint les chemins de fer néerlandais et est finalement devenu Chef Restaurateur sur les trains de la Compagnie internationale des wagons-lits entre Amsterdam et Paris lorsque la guerre a éclaté. À l’époque, il vivait déjà à Paris depuis vingt ans à cause de son travail, et y avait donc francisé ses prénoms en Jean Michel.

## Résistance

### Début
Il était impliqué dans la Résistance depuis le début de la guerre. Tout d’abord il aidait officieusement les personnes à bord du train fuyant les Allemands. Plus tard, il rejoignit le réseau de résistance Dutch-Paris qui organisait des itinéraires d’évasion pour emmener les gens des territoires occupés vers des endroits plus sûrs comme la Suisse et l’Espagne. Caubo avait pour tâche d’accompagner les réfugiés par train vers la France. Le groupe était dirigé par un Néerlandais qui possédait une boutique de textile à Lyon, le cofondateur Johan Hendrik Weidner, et comprenait entre autres les Néerlandais Herman Laatsman, fondateur du mouvement et Suzanne Hiltermann, une des personnalités du réseau les plus connues en France.

### A Paris
Lorsque, après quelques années, ces trains ne circulaient plus à raison de la guerre, Caubo devint chef de bureau à la Gare du nord à Paris. Il avait son propre bureau et était responsable des horaires des trains et des heures de départ. Son bureau est devenu un havre sûr pour réfugiés à partir duquel il les a guidé à voyager ailleurs. Au total, on estime que 1 080 personnes ont ainsi pu s’échapper des Pays-Bas, dont environ 800 juives. Les autres étaient des pilotes de la Royal Air Force ( 112 ) ou d’autres cibles nazies ( 170 ), la plupart d’entre eux étant cherchées en raison de leur travail pour la Résistance néerlandaise. Jean Michel Caubo a accueilli toutes ces personnes à la Gare du Nord. Son épouse luxembourgeoise, Marie Schenk, était également impliquée dans le travail de résistance ainsi que leurs deux fils.

## Arrestation
À la suite de l’arrestation d’une membre de Dutch-Paris en février 1944, qui avait un carnet d’adresses avec, Caubo et sa famille furent arrêtés aussi. À la maison, toute la famille fut accueillie par une unité de police française et interrogée au poste de police. Après trois jours, sa femme et ses enfants purent rentrer chez eux. Caubo fut transporté au camp de transit à Fresnes, puis au Camp de Royallieu à Compiègne où il fut sévèrement interrogé par les Allemands. Pendant son séjour par là, il y avait de violents bombardements à Paris. Cela a causé une crise cardiaque à sa femme, à la suite de laquelle elle décéda le 21 avril 1944. L’un de ses fils, âgés de seize ans à l’époque, s’est rendu à Compiègne où il a pu parler à son père pendant cinq minutes pour lui annoncer la perte de sa femme. Flanqué de deux SS avec des mitraillettes, Caubo écouta son fils et dit: « Continuez à avoir de la confiance. Après la guerre, nous allons résoudre tout. » Ensuite il fut emmené et c’est la dernière chose que sa famille a entendu de lui.

## Emprisonnement et décès
Caubo s’est finalement retrouvé dans le camp de concentration de Dautmergen via les camps de concentration de Natzweiler-Struthof, Dachau, Ottobrunn et Neuengamme. C’était un kommando du camp de Natzweiler-Struthof. Pour les Allemands, Caubo appartenait à la catégorie Prisonniers de Nuit et brouillard. Dans ce programme, les prisonniers disparaissaient sans laisser aucune trace. Dans ces camps, Caubo a survécu pendant près d’un an dans des conditions dégradantes et cruelles. Il a finalement succombé à la combinaison d’agression, de malnutrition et de travail forcé le 13 février 1945.

## Les distinctions posthumes
Après la guerre, des décorations posthumes furent attribuées à Caubo pour son travail de résistance :
- 5 mars 1945 : Croix d'honneur du mérite franco-britannique [4]
- 6 septembre 1946 : Chevalier de la Croix de Lorraine [5]
- certificat de gratitude et d'appréciation de la part du président des États-Unis signé par le général Dwight D. Eisenhower [6]
- en 1946 Medal of Freedom, Médaille de la Liberté
- 30 mars 1947 : lettre de la reine Wilhelmina aux enfants de J.M. Caubo [7]
- 8 juin 1953 : la nl:Verzetsherdenkingskruis ( Croix commémorative de la résistance néerlandaise ).
- Au seul Cimetière militaire néerlandais à Orry-la-Ville sur la RD 1017 à mi-chemin entre La Chapelle-en-Serval et Pontarmé, il y a un monument sur lequel Caubo est mentionné.

## Autres informations personnelles
Caubo était marié à la luxembourgeoise Marie Schenk (1895-1944). Ils ont eu trois enfants ensemble, deux fils (jumeaux nés en 1927) et une fille (née en 1934).